# Valse wolfspin
De valse wolfspin (Zoropsis spinimana) is een spin die behoort tot de familie Zoropsidae.

## Naam en indeling
De wetenschappelijke naam van de soort werd, als Dolomedes spinimanus, in 1820 voorgesteld door Jean-Marie Léon Dufour. In 1901 publiceerde Friedrich Dahl de naam Zoropsis albertisii voor wat uiteindelijk dezelfde soort bleek te zijn. De soortaanduiding spinimana betekent vrij vertaald 'stekelige voorpoten'; spinus = stekel en manus = hand.
De Nederlandstalige naam 'valse' wolfspin verwijst niet naar het gedrag van het dier maar naar de uiterlijke gelijkenis met de wolfspinnen (familie Lycosidae), waartoe deze soort echter niet behoort.

## Kenmerken
Mannetjes bereiken een lichaamslengte van 10 tot 13 millimeter, vrouwtjes worden zoals gebruikelijk bij spinnen aanzienlijk groter en kunnen een lichaamslengte van 10 tot 19 mm bereiken. Met gestrekte poten bereikt het dier 5 centimeter. De lichaamskleur is bruin, variërend van geelbruin tot grijsbruin. De spin is lichter gekleurd dan de meeste wolfspinnen die een overwegend donkerbruine kleur hebben.
Het cephalothorax of kopborststuk is geelachtig wit met uitgebreide zwarte tekeningen. Op het kopborststuk is aan iedere zijde een donkere lengtestreep aanwezig met in het midden hiervan een lichtere bestreping waarvan het centrale deel weer een donkere lengtestreep vormt. Het geheel doet enigszins denken aan een vampierschedel. Op het opisthosoma of achterlijf is een donkere tot zwarte langwerpige dikke streep gepositioneerd die dunner is op het midden. Deze tekening doet wat denken aan een vlinder. Aan de achterzijde van het achterlijf zijn donkere vlekken en lichte stippen aanwezig. De buikzijde is geelwit onder het cephalothorax, onder het opisthosoma is een grijze kleur aanwezig met zwarte vlekken.
Het oogveld is licht tot wit van kleur, de ogen zijn anders geplaatst dan bij de echte wolfspinnen. De poten zijn geelgrijs van kleur met zwarte vlekken. Dankzij zeer fijne haartjes aan de onderzijde van de poten kan de spin ook op gladde oppervlakken lopen zoals bijvoorbeeld een glazen wand.

## Levenswijze
Het is een nachtactief dier dat zelf geen web maakt maar actief jaagt op insecten en andere ongewervelden. Ook spinnen worden buitgemaakt, waaronder de grotere huisspinnen. Overdag schuilt het dier onder stenen of boombast. Omdat deze spin niet kan overleven in een ruw klimaat, zoekt hij vaak zijn toevlucht in menselijke woningen en wordt hij vaak aangetroffen in huizen waar de temperatuur constanter is en er meer voedsel is.
Als de spin in het nauw wordt gedreven of zich bedreigd voelt, kan hij ook de mens bijten. De gevolgen van een beet van de valse wolfspin zijn vergelijkbaar met een lichte bijensteek. Bij personen met een specifieke allergie kunnen de symptomen ernstiger zijn. Er is echter wereldwijd nog nooit een geval beschreven van ernstige medische gevolgen door de beet van een (valse) wolfspin.

## Voortplanting en ontwikkeling
De vrouwtjes maken in de lente een platte, blauwwitte cocon waarin de eieren worden gedeponeerd, deze wordt in spleten afgezet zoals onder boomschors. Het vrouwtje gebruikt het fijne spinsel uit haar zeefplaat of cribellum om de eieren te beschermen. Het vrouwtje rust op de eicocon en verdedigt haar nageslacht bijzonder fel. De volwassen dieren zijn te vinden van de herfst tot het begin van het voorjaar.

## Verspreiding en habitat

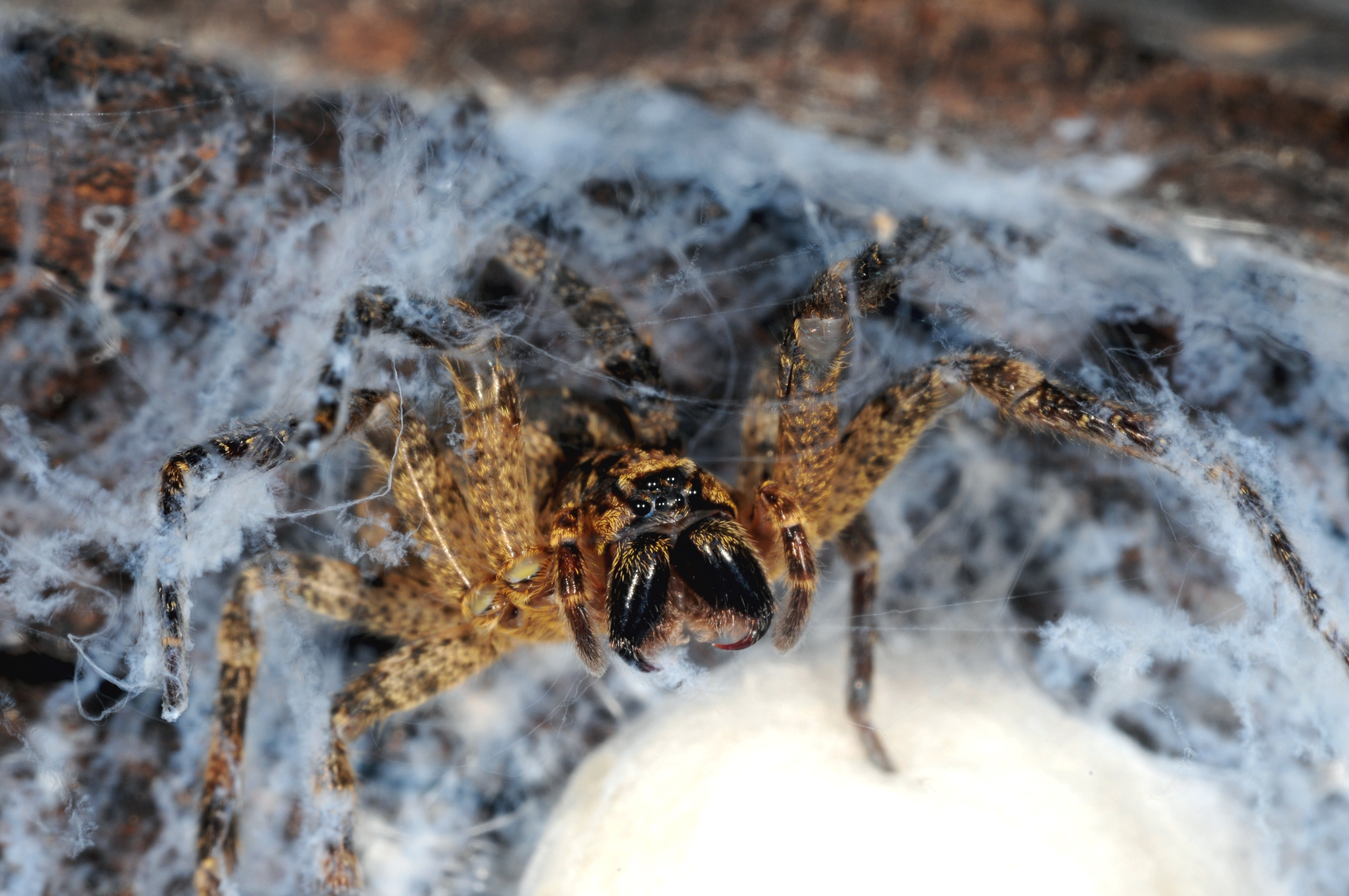
Dreighouding van een vrouwtje dat haar eicocon bewaakt.

De valse wolfspin komt voornamelijk voor rond het Middellandse Zeegebied. Het verspreidingsgebied bestaat uit de landen Albanië, Algerije, België, Bulgarije, Kroatië, Tsjechië, Frankrijk, Georgië, Duitsland, Hongarije, Italië, Libië, Luxemburg, Malta, Marokko, Nederland, Oekraïne, Oostenrijk, Portugal, Rusland, Slowakije, Slovenië, Spanje, Tunesië, Turkije en Zwitserland. De spin werd door de mens geïntroduceerd in de Verenigde Staten, voornamelijk in de San Francisco Bay Area en het Verenigd Koninkrijk, voornamelijk in de omgeving van Londen.
De habitat bestaat uit beboste gebieden waar de spin onder de boombast schuilt maar ook rotsige streken zijn een geschikte biotoop. De valse wolfspin wordt ook gevonden in stenen muren en andere door de mens gecreëerde structuren en komt ook vaak voor in huizen.

### Migratie naar het noorden
Sinds de jaren 1990 heeft de valse wolfspin zich noordwaarts verspreid en wordt de soort waargenomen op veel plaatsen langs de Noord-Zuid-transportroutes van Europa, zoals Luzern, Bazel, Freiburg im Breisgau, Duisburg en Innsbruck. De soort is pas sinds 1998 bekend in Oostenrijk, werd voor het eerst in 2003 in Zwitserland aangetroffen en in 2006 in Duitsland. In België en Nederland werden de eerste exemplaren in 2007 gemeld, in Nederland betrof het een dier in een schuur in Utrecht. In 2009 werd een exemplaar waargenomen in een tuinhuisje in Maastricht. Volgens spinnenspecialist Jinze Noordijk van het Kenniscentrum Insecten is het aantal waarnemingen in Nederland de afgelopen jaren aanzienlijk toegenomen: van september 2021 tot september 2022 waren dat er ruim 500, over dezelfde periode het jaar daarvoor 225.
Het is niet duidelijk waarom de relatief grote spin niet eerder is gevonden, aangezien mediterrane vakanties met caravans in de jaren 1970 populair werden, wat de spinnen veel geschikte leefgebieden en transportmogelijkheden zou hebben geboden. Ecologen gaan er dus van uit dat klimaatverandering de spinnen in staat heeft gesteld om zich ten noorden van de Alpen voort te planten en te handhaven.